# Haldorus curvatus
Haldorus curvatus är en insektsart som beskrevs av Rauno E. Linnavuori 1955. Haldorus curvatus ingår i släktet Haldorus och familjen dvärgstritar. Inga underarter finns listade i Catalogue of Life.